# Intel·ligència dels ocells
La intel·ligència de les aus ha estat estudiada a través de diversos atributs i habilitats. Molts d'aquests estudis s'han realitzat sobre aus com ara guatlles, gallines domèstiques i coloms mantingudes en condicions de captivitat. No obstant això, s'ha assenyalat que els camps d'estudis han estat limitats, a diferència dels realitzats en primats homínids. S'ha demostrat que aus com els còrvids i lloros viuen vides socials, tenen llargs períodes de desenvolupament i grans cervells, i es pot esperar que aquestes tinguin habilitats cognitives superiors.